# Carlo Urbani
Pour les articles homonymes, voir Urbani.
Carlo Urbani, né le 19 octobre 1956 à Castelplanio en Italie et mort le 29 mars 2003 à Bangkok en Thaïlande, est un médecin italien et le premier à identifier le SRAS (Syndrome respiratoire aigu sévère) comme étant une maladie nouvelle et contagieuse. Son avertissement précoce à l'OMS a permis une réponse massive et rapide qui a probablement permis de sauver des millions de vies. Carlo Urbani a ensuite été infecté par le SRAS et en est mort.

## L'identification du SRAS
En 2003, il travaille sous l'autorité de Pascale Brudon, représentante de l’OMS au Viêtnam, et est le premier, dès le 3 mars, à identifier la dangerosité du Syndrome respiratoire aigu sévère (SRAS). Il se rend à l'hôpital français de Hanoï pour examiner un patient, Johnny Chen, un homme d'affaires américain malade de ce que les médecins pensent être une mauvaise grippe. Urbani réalise alors que Chen n'était pas atteint de la grippe, mais probablement d'une maladie nouvelle et très contagieuse. Il avertit immédiatement l'OMS, qui déclenche en retour une réponse très efficace. Il convainc également le ministère de la santé vietnamien de commencer à isoler les patients et à dépister les voyageurs, ce qui permet de ralentir le rythme de l'épidémie.
L'Organisation mondiale de la santé a reconnu que le docteur Urbani a probablement sauvé un grand nombre de vies grâce à sa détection précoce du SRAS.
Lors de son contact avec des patients infectés par le SRAS, le docteur Urbani a été infecté lui-même par le virus. Le 11 mars, alors qu'il s'envolait pour une conférence à Bangkok, Thaïlande, il s'est senti fiévreux. Transporté à l'hôpital de Bangkok dans une chambre d'isolement de fortune, il ne put ensuite parler à sa femme que par l'intermédiaire d'un interphone. Ses poumons étant atteints, il fut placé sous respirateur artificiel. Dans ses derniers moments, il demanda à un prêtre de lui administrer les derniers sacrements, et déclara qu'il voulait que ses poumons soient donnés à la science.
Après 18 jours de soins intensifs, Carlo Urbani est décédé le 29 mars 2003. De nombreux hommages lui sont rendus au Vietnam et ailleurs dans le monde.

## Carrière
Carlo Urbani a reçu son diplôme de docteur en médecine de l'Université polytechnique des Marches et a travaillé un temps comme médecin généraliste avant de commencer une carrière dans le domaine des maladies infectieuses. Il a été président de la section italienne de Médecins sans frontières et à ce titre a été l'une des personnes qui ont accepté en 1999 le Prix Nobel, au nom de cette organisation. Il a été employé par l'Organisation mondiale de la santé et basé à Hanoï, Viêt Nam, où il a principalement travaillé à la lutte contre les maladies parasitaires, mais était plus généralement expert en maladies infectieuses.
Sa vie et ses expériences professionnelles ont été racontées par :
- Marco Albonico et Lorenzo Savioli (d'anciens collègues de l'OMS) dans le livre Le malattie dimenticate (« Les maladies négligées ») publié par Feltrinelli en 2004.
- La journaliste Lucia Bellaspiga, dans le livre Carlo Urbani - il primo medico contro la SARS (« Le premier médecin contre le SRAS ») publié par Ancora en 2005.

## Vie privée
Urbani était marié à Giuliana Chiorrini et était père de trois enfants âgés de 4 à 7 ans. À sa femme qui lui reprochait de prendre trop de risques en soignant des patients gravement contagieux, Urbani avait répliqué : « Si je ne peux pas travailler dans de telles situations : à quoi est-ce que je sers alors ? À répondre aux e-mails, à assister aux réceptions et à faire de la paperasse ? ».